# الفوائد الدراري في ترجمة الإمام البخاري
الفوائد الدراري في ترجمة الإمام البخاري هو كتاب في بترجمة وذكر أخبار الإمام البخاري، ألفه الحافظ إسماعيل العجلوني (1087 هـ - 1162 هـ)، اثر الإمام العجلوني في تأليف كتاب مستقل عن البخاري يذكر فيه الجواهر والدرر فيما ند من أموره وندر، وقد قسم العجلوني كتابه إلى أربعة أبواب:
1. ذكر فيه مولد الإمام البخاري ونسبه ونشأته وغير ذلك من الفوائد النفيسة.
2. بيان رحلاته وشيوخه، ومن أخذ عنه من المشايخ والطالبين، وبيان قوة حفظه، وسيلان ذهنه، وثناء الناس عليه.
3. ذكر ما ورد في أهل الحديث من الأحاديث والآثار.
4. عدد فيه تصانيف البخاري المفيدة، والتي بلغت أربعة وعشرين مصنف.